# Red Dutton
Mervyn „Red“ Dutton (* 23. Juli 1898 in Russell, Manitoba; † 15. März 1987 in Calgary, Alberta) war ein kanadischer Eishockeyspieler (Verteidiger) und Trainer, der von 1926 bis 1936 für die Montreal Maroons und die New York Americans in der National Hockey League spielte. Von 1943 bis 1946 war er Präsident der NHL.

## Karriere
Mervyn ging in Winnipeg auf Collage, doch 1915 meldete er sich zum Militär. Hierbei zog er sich eine Verletzung durch einen Granatsplitter im rechten Bein zu und die Ärzte wollten das Bein amputieren. Die Heilung lief jedoch deutlich besser als erwartet und das Bein konnte vollständig genesen. Nachdem er beruflich nicht erfolgreich war entschied er sich Eishockeyprofi zu werden und akzeptierte ein Angebot der Calgary Canadians über 2.500 Dollar. Er wechselte zu den Calgary Tigers und spielte mit diesem Team in der Western Canadian Hockey League. Mit diesem Team spielte er 1924 um den Stanley Cup. Neben ihm verteidigte Herb Gardiner.
Zur Saison 1926/27 wechselte er zu den Montreal Maroons in die National Hockey League. Mit diesem Team scheiterte zum Ende der Saison 1927/28 erneut in den Stanley Cup Finals. Für 35.000 Dollar holten die New York Americans vier Spieler der Maroons für die Saison 1930/31. Neben Dutton waren dies Mike Neville, Hap Emms und Frank Carson. Bis zur Saison 1935/36 spielte er in New York, anschließend übernahm er bei den Americans den Job des Trainers. Dutton entwickelte sich zu dem Mann, der hinter den Americans stand. Er war es der das Team in Brooklyn Americans umbenannte und er hatte auch eine Finanzierung von 7 Millionen Dollar auf die Beine gestellt, um für das Team ein neues Stadion zu bauen. Hierzu kam es jedoch nie. Die Americans stellten 1942 für die Kriegszeit den Spielbetrieb ein.
Nach dem plötzlichen Tod von NHL-Präsident Frank Calder übernahm Dutton vorübergehend den Vorsitz der NHL. Man hatte ihm versprochen, dass er nach Ende des Krieges wieder eine NHL Franchise in Brooklyn aufbauen könne. Er schmiedete Zukunftspläne für die NHL und äußerte, dass er sich eine Liga mit 15 Teams in drei Gruppen vorstellen könnte. Solche Äußerungen trafen in der NHL nicht auf viel Gegenliebe. Die NHL verweigerte ihm auch die zugesagte Unterstützung für seine Pläne in Brooklyn. Bei seinem Abgang 1946 konnte er jedoch durchsetzen, dass sein Mitarbeiter Clarence Campbell sein Nachfolger wurde.
Dutton war sehr verärgert, vor allem über die New York Rangers, die immer gegen ein neues Team im Großraum New York gewesen sind. Es war für ihn immer eine Genugtuung, dass die Rangers zu seinen Lebzeiten keinen Stanley Cup gewinnen konnten. Er war noch viele Jahre im Eishockeyumfeld aktiv und wurde 1958 als Spieler in die Hockey Hall of Fame aufgenommen. Doch nach seinem Abtreten als NHL-Präsident war er bis zum ersten Heimspiel der Calgary Flames 1980 bei keinem Spiel der NHL mehr gewesen.

## Sportliche Erfolge

### Persönliche Auszeichnungen
- Second All-Star Team: 1939 (als Trainer)
- Lester Patrick Trophy: 1993